# فراونهوفر ۱۳۴۷۸
سیارک ۱۳۴۷۸ (به انگلیسی: 13478 Fraunhofer، نامگذاری:1976DB1) سیزده هزار و چهارصد و هفتاد و هشتمین سیارک کشف شده‌است که در ۲۷ فوریه ۱۹۷۶ کشف شد.
قدر مطلق سیارک برابر ۱۵٫۴۰ است.